# Peer-Beratung
Peer-Beratung (englisch: peer counseling) bezeichnet die Beratung durch Menschen mit denselben Merkmalen bzw. in derselben Lebenssituation wie der Beratene. Im deutschen Sprachraum wird der Begriff heute u. a. in Verbindung mit Menschen mit Behinderung, mit psychischen Problemen, bei Süchtigen, bei Jugendlichen, bei Studierenden und im LGBT-Bereich verwendet. 

## Geschichte des „Peer Involvements“
Das Attribut „peer“ in der englischen Sprache kann sowohl „gleichartig“ als auch „gleichrangig“ bedeuten. Dadurch, dass beim Sprechen über „peer groups“ meistens Gruppen Jugendlicher gemeint sind, hat das Attribut „peer“ die starke Konnotation „gleich alt“.
Das „peer counseling“ stellt einen Spezialfall des „peer involvements“ dar (was „Einbezug von „peer persons““ im o. g. Sinn bedeutet). Zum „peer involvement“ gehören neben dem „peer counseling“ auch die „peer education“ und der „peer support“. „Peer education“ besteht darin, dass Pädagogen im weitesten Wortsinn mit Hilfe von „peer persons“ das Verhalten einer Zielgruppe beeinflussen wollen, beim „peer support“ steht die praktische Hilfe durch „peer persons“ selbst (auch „peer help“ genannt) im Vordergrund, die aber auch zugleich beratende Funktionen erfüllen können.
Erste schriftliche Hinweise auf ein „peer involvement“ lassen sich in der aus dem 1. Jahrhundert stammenden Schrift Institutio Oratoria des römischen Rhetorikers Quintilian finden. Dort ist die Rede von Kindern, die Jüngere unterrichtet haben. Ein derartiges „Tutorensystem“ hat es über Jahrhunderte hinweg in den verschiedensten Teilen Europas gegeben. Eine neue Blüte erlebten derartige Tutorensysteme in den 1960er Jahren; sie richteten sich meist an sozial benachteiligte, behinderte oder lernschwache Schüler.
Im Gesundheitsbereich wurde die Methode der „peer education“ erstmals in den USA im Kontext einer Grippewelle eingesetzt. Mit dem Aufblühen der Gegen- und Drogenkultur wurden in den 1960er Jahren in den USA zahlreiche Initiativen gestartet, Drogenkonsumenten bei akuten Drogenproblemen Hilfe zu leisten, auch durch den Einsatz von „peer persons“. Dabei enthielten Maßnahmen des „peer counseling“ bei Jugendlichen (wie auch heute noch) stets auch Elemente der „peer education“ in dem Sinne, dass die Angehörigen der Zielgruppe den „Pfad der Tugend“ nicht verlassen bzw. zu ihm zurückkehren sollten.
Ab den 1990er Jahren wurden im deutschsprachigen Raum „Peer involvement“-Ansätze, weitgehend nach US-amerikanischem Vorbild, praktiziert.

## Österreich
Seit 1994 laufen an der Karl-Franzens-Universität Graz Projekte zur HIV-Prävention mit Hilfe von Drogenerfahrenen.
Im Jahr 1997 war Karl Bohrn als Vertreter des „Vereins für Prävention und Psychosoziale Familienarbeit“ der erste Österreicher, der sich, unterstützt vom österreichischen Bundesministerium für Umwelt, Jugend und Familie, systematisch wissenschaftlich mit der Methode des „Peer Involvements“ auseinandersetzte.
Durch peer support werden in Österreich systematisch Polizisten nach stark belastenden Einsätzen unterstützt.

### Zielgruppe Unternehmen
Peer-Beratung oder auch Peer Advisory wird von Unternehmern genutzt. Peer Advisory unterstützt Unternehmer vor allem in folgenden Bereichen:
- Bessere und fundiertere Entscheidungen
- Persönliche Weiterentwicklung als Unternehmer
- Erreichen persönlicher Ziele und Visionen
- Ermöglicht proaktives Handeln
- Klarheit in der Unternehmensstrategie
- Verbesserung der work/life Balance durch Geschäftserfolge
- Neue „out of the box“ Lösungen
- Schaffung von Verbindlichkeit und Rechenschaftspflicht für Unternehmer
- Lebenslange Freundschaften durch die intime Zusammenarbeit[9][10]

## Deutschland

### Zielgruppe Menschen mit Behinderung
Seit 1994 werden vom Bildungs- und Forschungsinstitut zum Selbstbestimmten Leben Behinderter (bifos) kontinuierlich Weiterbildungen zum „Peer Counselor/in ISL“ durchgeführt.

#### Organisation
1998 wurde der Berufsverband Peer Counseling e. V. (BVP) von Absolventen und Trainern der Peer-Counseling-Weiterbildung gegründet. Der BVP organisiert Fachtagungen und Seminare und berät Peer Counselors. Zudem betreibt der Verein Lobbyarbeit zur Berufsanerkennung.
Im BPV können behinderte Menschen Mitglied werden, die als Peer Counselor hauptberuflich oder ehrenamtlich tätig sind. Voraussetzung ist eine abgeschlossene Weiterbildung zum Peer Counselor. Die Weiterbildung soll Teilnehmer dazu befähigen, Kenntnisse über die eigene Lebensgeschichte als behinderter Mensch zu reflektieren, eigene Verarbeitungs- und Beziehungsmuster zu erkennen und Selbsterfahrungen in die Beratung einzubringen. Im Verlauf der Weiterbildung erwerben sie Beratungskompetenzen und üben Beratungsmethoden ein.
Daneben kann die Arbeit des BVP durch eine Fördermitgliedschaft unterstützt werden. Der BVP arbeitet eng mit der Interessenvertretung Selbstbestimmt Leben in Deutschland (ISL e. V.) zusammen.

#### Rechtsgrundlagen

##### UN-Behindertenrechtskonvention
Seit dem 26. März 2009 besitzt die UN-Behindertenrechtskonvention für Deutschland Rechtskraft. In Artikel 26 Abs. 1 („Habilitation und Rehabilitation“) der Konvention werden „wirksame und geeignete Maßnahmen zur Umsetzung des Teilhabegebots in die Praxis vorgeschrieben, einschließlich durch die Unterstützung durch andere Menschen mit Behinderungen“. Damit ist die Bundesrepublik Deutschland rechtlich verpflichtet, dafür zu sorgen, dass Menschen mit Behinderung Angebote des Peer Supports und damit der Methode des Peer Counselings gemacht werden.
Im Koalitionsvertrag, der am 14. Dezember 2013 für die 18. Legislaturperiode (2013–2017) von der CDU, der CSU und der SPD unterschrieben wurde, griffen die Regierungsparteien das Gebot der Konvention im Abschnitt „Menschen mit und ohne Behinderung“ auf und vereinbarten unter dem Motto: „Nichts über uns ohne uns“ eine Reform der Eingliederungshilfe. Die Koalitionsparteien bekundeten 2013, Menschen mit Behinderung „aus dem bisherigen ‚Fürsorgesystem‘ herausführen und die Eingliederungshilfe zu einem modernen Teilhaberecht weiterentwickeln“ zu wollen. Ergebnis entsprechender Bemühungen ist das Bundesteilhabegesetz (offiziell: „Gesetz zur Stärkung der Teilhabe und Selbstbestimmung von Menschen mit Behinderungen“).

##### Bundesteilhabegesetz
Mit dem Bundesteilhabegesetz trat am 1. Januar 2018 in Deutschland ein neuer § 32 SGB IX in Kraft, durch den Menschen mit Behinderungen und von Behinderung bedrohte Menschen „eine von Leistungsträgern und Leistungserbringern unabhängige ergänzende Beratung als niedrigschwelliges Angebot“ erhalten sollen (Absatz 1). „Das ergänzende Angebot erstreckt sich auf die Information und Beratung über Rehabilitations- und Teilhabeleistungen“. (Absatz 2). Angestrebt wird, dass dieses Angebot „möglichst“ flächendeckend bereitgestellt wird.
Die Beratung informiert über mögliche Leistungsansprüche nach dem Sozialgesetzbuch, zu Ansprechpartnern und den zuständigen Rehabilitationsträgern. Die ergänzende unabhängige Teilhabeberatung soll nicht nur im Vorfeld der Beantragung konkreter Leistungen erfolgen; vielmehr ist eine darüber hinausgehende Inanspruchnahme des Beratungsangebotes im gesamten Reha- bzw. Teilhabeprozess möglich. Dies gilt insbesondere auch für die
Teilhabeplanung. Die Beratung verfolgt einen niedrigschwelligen Ansatz und soll daher im Sozialraum der ratsuchenden Menschen barrierefrei zur Verfügung stehen. Ein „peer support“ im Sinne einer rechtlichen Vertretung Rat Suchender ist „peer counselern“ im Sinne des § 32 SGB IX verboten.
Für den Aufbau eines flächendeckenden Netzes von Peer-Beratungseinrichtungen gewährt der Bund zwischen 2018 und 2022 eine Anschubfinanzierung in Höhe von geplant jährlich 58 Millionen €. Vorrangig sollen bestehende Beratungsstrukturen gefördert werden. Anträge potenzieller Fachstellenbetreiber auf die Förderung mussten bis zum 31. August 2017 beim Bundesministerium für Arbeit und Soziales eingereicht werden, wenn eine Förderung ab dem 1. Januar 2018 in Anspruch genommen werden sollte; bei später eingegangenen oder unvollständigen Anträgen wurde eine Förderung erst ab dem 1. April 2018 möglich. Antragsberechtigt sind juristische Personen mit Sitz in Deutschland, die gewährleisten, dass die Beratung unabhängig von Leistungsträger- und Leistungserbringerinteressen erbracht wird und mit der Beratung keine unmittelbare Gewinnerzielungsabsicht verfolgen. Falls in einer Region nur Leistungsträger bereit sind, Einrichtungen der Peer-Beratung aufzubauen, sollen sie ausnahmsweise nicht von einer Antragstellung ausgeschlossen werden. Die Zulassung von Leistungsträgern muss für eine „ausreichende Abdeckung an regionalen Beratungsangeboten und/oder an Angeboten für spezifische Teilhabebeeinträchtigungen erforderlich“ sein.
Für die Koordinierung der Arbeit der Beratungseinrichtungen wurde eine „Fachstelle für Teilhabeberatung (FTB)“ eingerichtet, die ihren Betrieb am 1. Dezember 2017 aufgenommen hat. Sie unterstützt fachlich und organisatorisch die regionalen Beratungsangebote, die im Rahmen der Ergänzenden unabhängigen Teilhabeberatung (EUTB) ab dem 1. Januar 2018 gefördert werden. Sie bietet unter anderem eine Grundqualifizierung an, die für alle EUTB-Beratende verpflichtend ist und fördert die Vernetzung der Beratungsangebote untereinander. Die EUTB wurde eingeführt, „um die Leistungsberechtigten im sozialrechtlichen Dreieck oder dem Wunsch nach einem Persönlichen Budget zu stärken“.
Insgesamt ist erkennbar, dass der Ansatz des Peer Counseling im Kontext des BTHG deutlich über eine reine Beratungstätigkeit hinausgeht. Neben die Zielsetzung, Ratsuchende zu ermutigen und zu ermächtigen, ein selbstbestimmtes Leben zu führen, ihr Selbstbewusstsein und Selbstwertgefühl zu stärken und zu mehr Unabhängigkeit von der Unterstützung durch Dritte zu gelangen, tritt eine politische Dimension der Interessenvertretung behinderter bzw. chronisch kranker Menschen sowie des Kampfes um Gleichberechtigung und Anerkennung.
Dass „eine inhaltliche Engführung der geplanten Förderung von Angeboten auf die Information und Beratung über Rehabilitations- und Teilhabeleistungen im Rahmen des BTHG sinnvoll und praktisch realisierbar“ sei, haben Kritiker angezweifelt. Die ISL e. V. kritisierte 2017, dass der Zeitplan des Bundesministeriums für Arbeit und Soziales kaum eingehalten werden könne und dass die Grundlagen der Arbeit der Fachstelle für Teilhabeberatung kaum tragfähig seien.

### Zielgruppe Menschen mit psychischen Problemen
Ansätze zu einem „peer involvement“ gibt es in vielen Institutionen, die sich auftragsgemäß mit dem Umgang mit psychischen Problemen, im engeren Sinn mit psychischen Störungen mit Krankheitswert, beschäftigen.
Insbesondere im Bereich der „Menschen mit Psychiatrieerfahrung“ hat sich auch in Deutschland ein System des peer counselings entwickelt.

### Zielgruppe Abhängige
Peers werden in der Suchthilfe eingesetzt.

### Zielgruppe junge Menschen
„Peer groups“ Jugendlicher waren die ersten, an denen Konzepte des „peer involvements“ ausprobiert wurden. Dabei ging es um Lernhilfen im weitesten Sinne („peer education“), in Engführung um Einstellungs- und Verhaltensmodifikationen in den Bereichen Alkohol- und Drogenkonsum, riskantes Sexualverhalten und Umgang mit Gewalt, aber auch ganz allgemein um eine Erziehung zu einem gesundheitsförderlichen und sozial angepassten Verhalten.
Darüber hinaus bezeichnet die „Landesarbeitsgemeinschaft der Jugendsozialarbeit in Niedersachsen (LAG JAW)“ die Arbeitsfelder „Hilfen im Prozess der Berufsorientierung“ und „Anleitung zum richtigen Umgang mit dem Handy“ als Arbeitsfelder der (Sozial-)Pädagogik, in denen „peer persons“ eingesetzt werden können und sollen.
Eine grundsätzliche Kritik an Formen des „peer involvements“ bei Jugendlichen besteht darin, dass dieses möglicherweise nicht nur „eine Methode darstellt, die den beteiligten Jugendlichen Möglichkeiten zur Partizipation bietet“, sondern auch „einen Eingriff in die jugendliche Subkultur“ darstellen könne, „der einen stark instrumentellen Charakter hat und Jugendlichen einen Bedarf an Hilfe von außen zuschreibt.“ Darüber hinaus stelle sich die Frage, „ob die wirklich gefährdeten Jugendlichen und Subgruppen überhaupt durch Peer-Involvement erreicht werden können.“

### Zielgruppe Zugewanderte
Die Organisation ipso bildet Menschen mit Flucht und/oder Migrationsgeschichte als psychosoziale Beraterinnen bzw. Berater aus. Ipso zielt dabei auf eine muttersprachliche und kultursensible psychosoziale Beratung.

## Schweiz
In der Schweiz bieten verschiedene regionale und nationale Institutionen im Rahmen einer Gesamtbehandlung Peer-Beratungen an. (Beispiel: Suchthilfe.)

## Simbabwe
In Simbabwe hat Dixon Chibanda das Projekt „Friendship Bench“ (Freundschaft-Bank) gegründet, bei dem Großmütter in ihren Stadtvierteln andere Menschen beraten.